# Adolf Stoecker

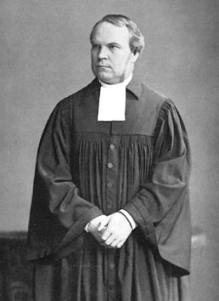
Adolf Stoecker.

Adolf Stoecker (Halberstadt, Alemania, 11 de diciembre de 1835 - Bolzano, Italia, 2 de febrero de 1909), fue un sacerdote luterano y político alemán que en 1878 fundó el Partido Social Cristiano.
Fue uno de los primeros políticos antisemitas alemanes, cuyas ideas tuvieron clara influencia en los futuros nacional-socialistas del siglo XX. En 1879, Stoecker proclamó que el templo de los judíos era la bolsa, y que no estaban revestidos del manto del profeta, sino de "las riquezas ostentosas que rebajan"; que eran un poder irreligioso y con su riqueza estaban convirtiendo a Berlín en una ciudad judía, y ellos estableciéndose como una nueva aristocracia.
Los pequeños comerciantes, artesanos y otros grupos, perjudicados por la política de la era liberal que se creían amenazados por el crecimiento del capitalismo, constituyeron inmediatamente la masa de partidarios de Stoecker, pero según informes policiales, hubo también muchos militares y personas con nivel de educación que asistieron a sus mítines.
En un mitin de masas en 1883, proclamaría: «Declaramos la guerra a los judíos hasta conseguir la victoria final, y no descansaremos aquí en Berlín, hasta que hayan sido arrojados de la elevada plataforma que han ocupado, al polvo al que pertenecen». Esta declaración fue acogida con un tumultuoso aplauso. Pidió también medidas administrativas que frenaran el avance judío en el campo de la educación y el derecho, y protección a los obreros y clases medias por una legislación social. Pronto, su popularidad fue enorme.
En abril de 1881 se presentaba al canciller Bismarck una "Moción antisemita" firmada por 225 000 personas. En ella se pedía la prohibición de toda nueva inmigración judía de Europa Oriental, la exclusión de los judíos de la profesión docente y de determinados cargos públicos, la limitación del número de judíos en escuelas secundarias y en la profesión legal. Stoecker solicitaba el bautismo y asimilación de los judíos, y la moción se refería a ellos como una «raza».